# 1298
| [ Edytuj tabelę ]                          |                                                             |
| Książę Małopolski                          | - 1291 Wacław II 1305                                       |
| Książę Wielkopolski                        | - 1296 Władysław I Łokietek 1300                            |
| Król Albanii                               | - 1285 Karol II 1301                                        |
| Współksiążęta Andory                       | - 1295 Guillem de Montcada 1308 - 1278 Roger Bernard I 1302 |
| Król Angkoru                               | - 1295 Indrawarman III 1307                                 |
| Król Anglii                                | - 1272 Edward I 1307                                        |
| Król Aragonii i Walencji, hrabia Barcelony | - 1291 Jakub II Sprawiedliwy 1327                           |
| Margrabia Brandenburgii                    | - 1267 Konrad 1304 - 1267 Otto IV 1308 - 1293 Henryk I 1318 |
| Książę Burgundii                           | - 1272 Robert II 1306                                       |
| Książę Dolnej Bawarii                      | - 1290 Stefan I 1309 - 1290 Otton III 1312                  |
| Książę Górnej Bawarii                      | - 1294 Rudolf I 1317 - 1294 Ludwik III 1340                 |
| Cesarz Bizancjum                           | - 1282 Andronik II Paleolog 1328                            |
| Car Bułgarii                               | - 1292 Smilec 1298                                          |
| Cesarz Chin                                | - 1294 Temür Öldżejtü 1307                                  |
| Król Cypru                                 | - 1285 Henryk II 1306                                       |
| Król Czech                                 | - 1278 Wacław II 1305                                       |
| Król Danii                                 | - 1286 Eryk Menved 1319                                     |
| Władca Egiptu                              | - 1296 Ladżin 1299                                          |
| Cesarz Etiopii                             | - 1294 synowie Jagbyy Tsyjona 1299                          |
| Król Francji                               | - 1285 Filip IV Piękny 1314                                 |
| Hrabia Holandii                            | - 1296 Jan I 1299                                           |
| Cesarz Japonii                             | - 1287 Fushimi 1298 - 1298 Go-Fushimi 1301                  |
| Kalif                                      | - 1262 Al-Hakim bi-Amr Allah 1302                           |
| Król Kastylii i Leónu                      | - 1295 Ferdynand IV Pozwany 1312                            |
| Patriarcha Konstantynopola                 | - 1294 Jan XII 1303                                         |
| Władca Korei                               | - 1274 Ch’ungnyŏl 1308                                      |
| Wielki książę litewski                     | - 1295 Witenes 1316                                         |
| Cesarz Majapahitu                          | - 1293 Raden Wijaya 1309                                    |
| Sułtan Maroka                              | - 1286 Abu Jakub Jusuf 1307                                 |
| Książę Mediolanu                           | - 1287 Matteo I Wielki 1302                                 |
| Senior Monako                              | - 1291 Franciszek 1301                                      |
| Książę Moskwy                              | - 1283 Daniel Aleksandrowicz 1303                           |
| Król Nawarry                               | - 1284 Filip I 1305                                         |
| Król Norwegii                              | - 1280 Eryk II Wróg Księży 1299                             |
| Hrabia Palatynatu                          | - 1294 Rudolf I Wittelsbach 1317                            |
| Papież                                     | - 1294 Bonifacy VIII 1303                                   |
| Król Portugalii                            | - 1279 Dionizy I 1325                                       |
| Sułtan Rumu                                | - 1294 Masud II 1301                                        |
| Książę Rusi halickiej                      | - 1270 Lew I 1300                                           |
| Cesarz Rzymski (niemiecki)                 | - 1292 Adolf z Nassau 1298 - 1298 Albrecht I Habsburg 1308  |
| Książę Saksonii                            | - 1260 Albrecht II 1298 - 1298 Rudolf I 1356                |
| Król Serbii                                | - 1282 Stefan Urosz II 1321                                 |
| Król Szwecji                               | - 1290 Birger I Magnusson 1318                              |
| Doża Wenecji                               | - 1289 Pietro Gradenigo 1311                                |
| Król Węgier                                | - 1290 Andrzej III 1301                                     |
| Wielki mistrz zakonu krzyżackiego          | - 1297 Gottfried von Hohenlohe 1302                         |

Rok 1298 / MCCXCVIII
stulecia: XII wiek ~
XIII wiek ~
XIV wiek

lata: 1288 «
1293 «
1294 «
1295 «
1296 «
1297 «
1298
» 1299
» 1300
» 1301
» 1302
» 1303
» 1308

## Wydarzenia w Polsce
- 24 czerwca – tajny układ w Kościanie, na mocy którego arcybiskup gnieźnieński Jakub Świnka i hierarchia kościelna w zamian za wielki przywilej swobód zobowiązali się popierać Henryka III głogowskiego. Nieco później biskup poznański Andrzej z rodu Zarębów obłożył Władysława Łokietka klątwą.
- Gniezno, Kalisz, Poznań i Pyzdry zawarły konfederację w celu zwalczania rozboju i zapewnienia bezpieczeństwa na drogach.
- Jan Muskata ufundował przy Bramie Bytomskiej w Sławkowie kościół parafialny pw. św. Jana oraz klasztor św. Ducha wraz ze szpitalem dla ubogich.
- Łasin, Dobiegniew, Brodnica otrzymały prawa miejskie.

## Wydarzenia na świecie
- 3 marca – papież Bonifacy VIII promulgował zbiór prawa kanonicznego Liber sextus.
- 29 czerwca – w bitwie pod Neuermühlen wojska zakonu krzyżackiego dowodzone przez komtura królewieckiego Bertolda Bruhavena pokonały Litwinów pod wodzą wielkiego księcia Witenesa.
- 2 lipca – miała miejsce bitwa pod Göllheim w czasie walk wewnętrznych w Niemczech.
- 22 lipca – król Anglii Edward Długonogi pokonał szkockich rebeliantów Williama Wallace’a w bitwie pod Falkirk.
- 8 września – wojna Wenecji z Genuą:  bitwa morska pod Curzolą.

## Zmarli
- 17 czerwca – Jolenta Helena, węgierska królewna, księżna kaliska i wielkopolska, klaryska, błogosławiona katolicka (ur. ok. 1244)
- 2 lipca – Adolf z Nassau, król Niemiec i hrabia Nassau (ur. ok. 1250)
- 25 sierpnia – Albrecht II Askańczyk, książę Saksonii-Wittenbergii (ur. ok. 1250)
- 5 września – Eufemia Przemysłówna (Ofka), księżniczka wielkopolska, klaryska wrocławska (ur. 1253)
- data dzienna nieznana:
  - (lub 1299) Otto V Długi, margrabia Brandenburgii (ur. ok. 1246)